# Zweeds-Pommeren
Zweeds-Pommeren was een gebied in Pommeren, langs de Oostzeekust in het latere Duitsland en Polen, dat van 1648 tot 1815 onder de Zweedse kroon viel.
Zweeds-Pommeren werd bestuurd door een gouverneur-generaal, in naam van de koning. De adel, burgerij en geestelijken konden macht uitoefenen via een Landtag, maar in de praktijk hadden ze weinig te zeggen.

## Geschiedenis
Aan het einde van de Dertigjarige Oorlog (1618 - 1648) had Zweden het grootste deel van de gebieden aan de zuidkust van de Oostzee in handen, waaronder Pommeren en delen van Silezië en Pruisen. Bij de Vrede van Osnabrück in 1648 kreeg Zweden Voor-Pommeren en een deel van Achter-Pommeren, waaronder de eilanden Rügen, Usedom en Wolin.
Het gebied was regelmatig het toneel van oorlog. Tijdens de Noordse Oorlogen (1657 - 1659) werd het gebied verwoest door Poolse, Oostenrijkse en Brandenburgse troepen, en in de Schoonse Oorlog (1675 - 1679) werd het gebied bezet door Denemarken en Brandenburg. Het Zweedse deel van Achter-Pommeren bleef bezet door Brandenburg totdat Zweden in 1693 herstellingen betaalde.
In de Grote Noordse Oorlog (1700-1721) werd Zweeds-Pommeren bezet door Denemarken en Pruisen. Bij de Vrede van Fredriksborg in 1720 trokken de Denen zich terug uit het gebied, maar bij het Verdrag van Stockholm datzelfde jaar verloor Zweden zijn bezittingen in Achter-Pommeren aan Pruisen. Tijdens de Zevenjarige Oorlog (1756 - 1763) probeerde Zweden de verloren gebieden te heroveren, zonder succes.
Tijdens de napoleontische oorlogen werd Zweeds-Pommeren van 1807 tot 1810 bezet door Franse troepen. Toen de Fransen in 1812 nogmaals het gebied bezetten, sloot Zweden zich aan bij de geallieerden en nam deel aan de Slag bij Leipzig tegen Napoleon in 1813.
Bij de Vrede van Kiel in 1814 moest Denemarken Noorwegen afstaan aan de Zweden, en kreeg daar in ruil Zweeds-Pommeren voor terug. Pruisen had het gebied echter al bezet en sloot in 1815 een verdrag met Denemarken waarbij het gebied in Pruisische handen kwam, in ruil voor het hertogdom Lauenburg in Sleeswijk-Holstein. Zweeds-Pommeren werd hernoemd tot Neuvorpommern en opgenomen in de Pruisische provincie Pommeren.

## Afbeeldingen

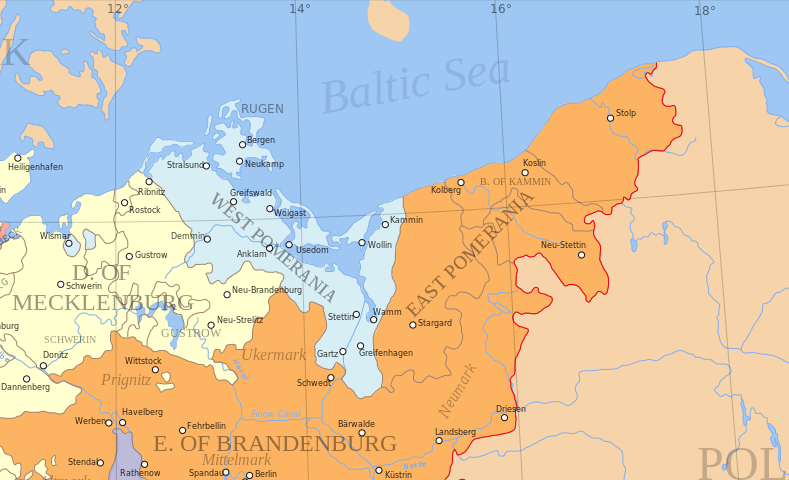
Pommeren na het Verdrag van Stettin in 1653. Op deze kaart is West Pomerania identiek met Zweeds-Pommeren.
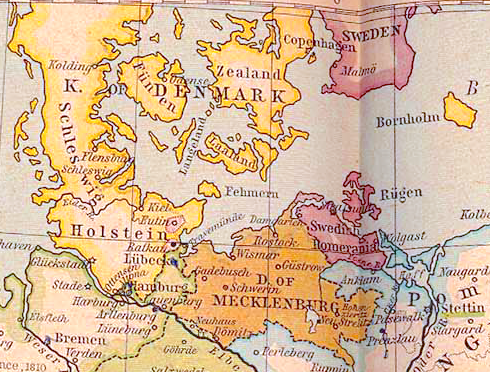
De situatie na 1720: Zweeds-Pommeren is beperkt tot het gebied ten noorden van de Peene.